# Studebaker Gran Turismo Hawk
Studebaker Gran Turismo Hawk – samochód o charakterze sportowym amerykańskiej marki Studebaker produkowany w latach 1961–1964 przez Studebaker-Packard Corporation, z pięciomiejscowym nadwoziem coupé. Gran Turismo Hawk wprowadzony został na rynek jako 1962 rok modelowy. 

## Historia

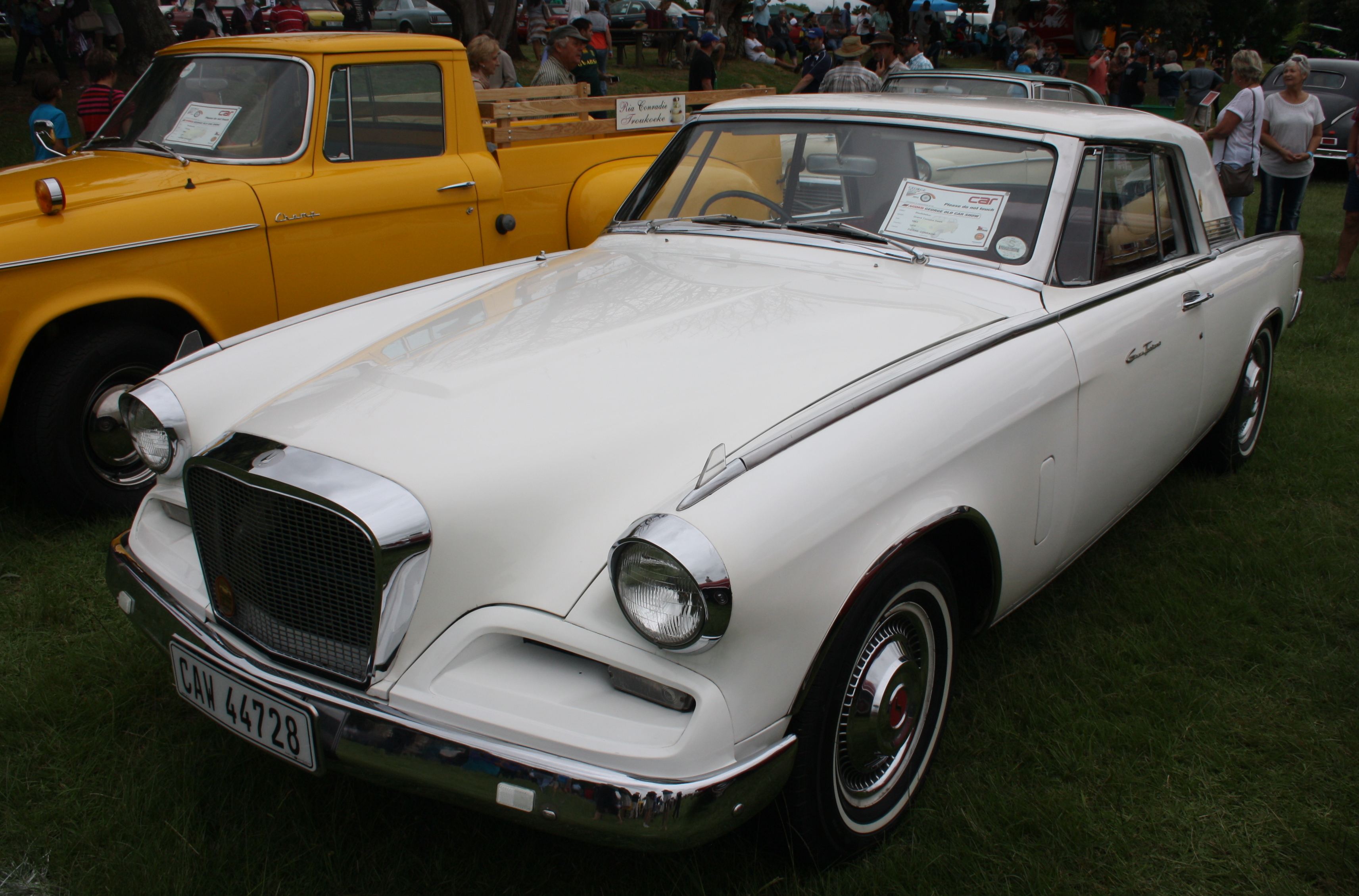
1962 Studebaker GT Hawk

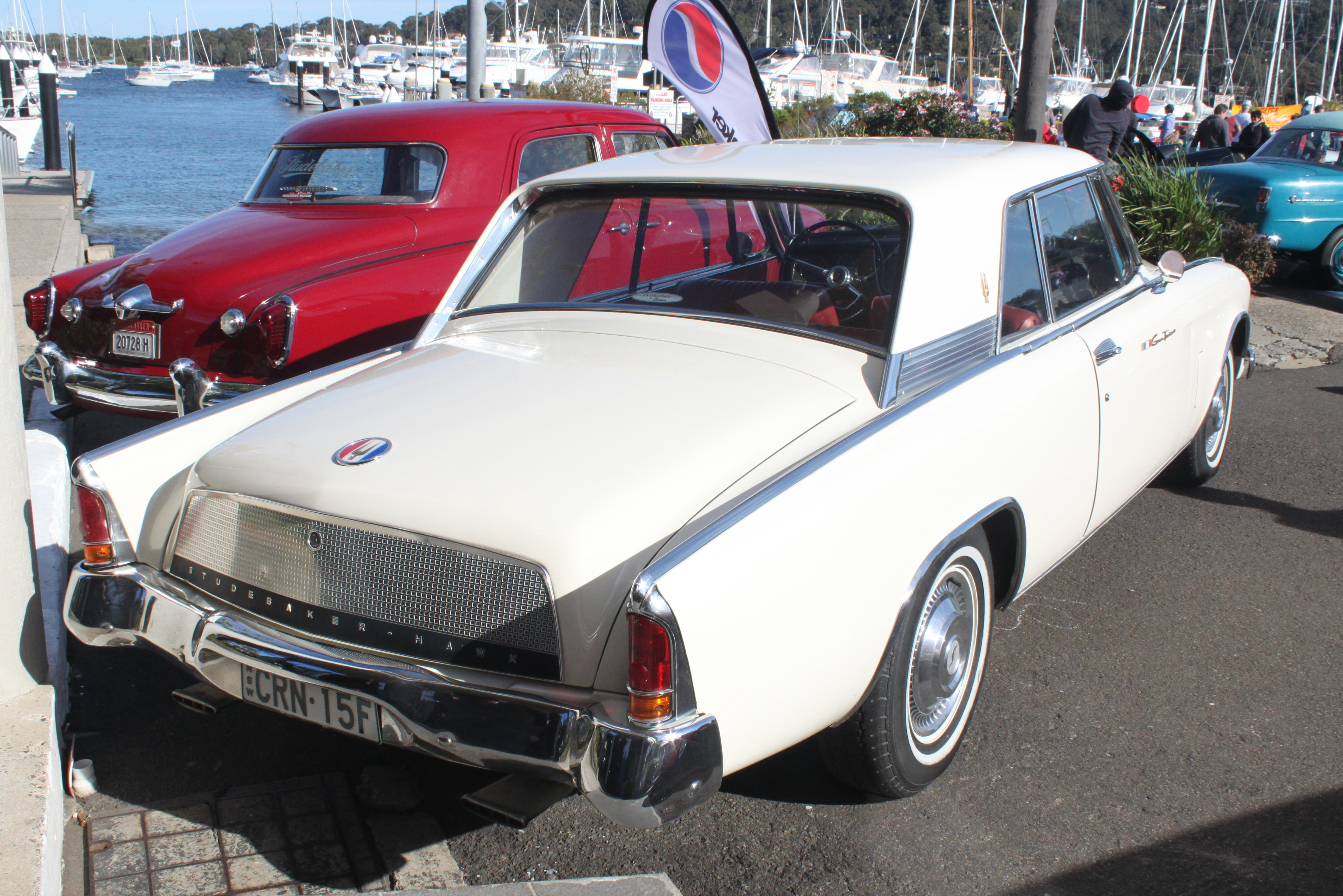
1963 Studebaker GT Hawk od tyłu

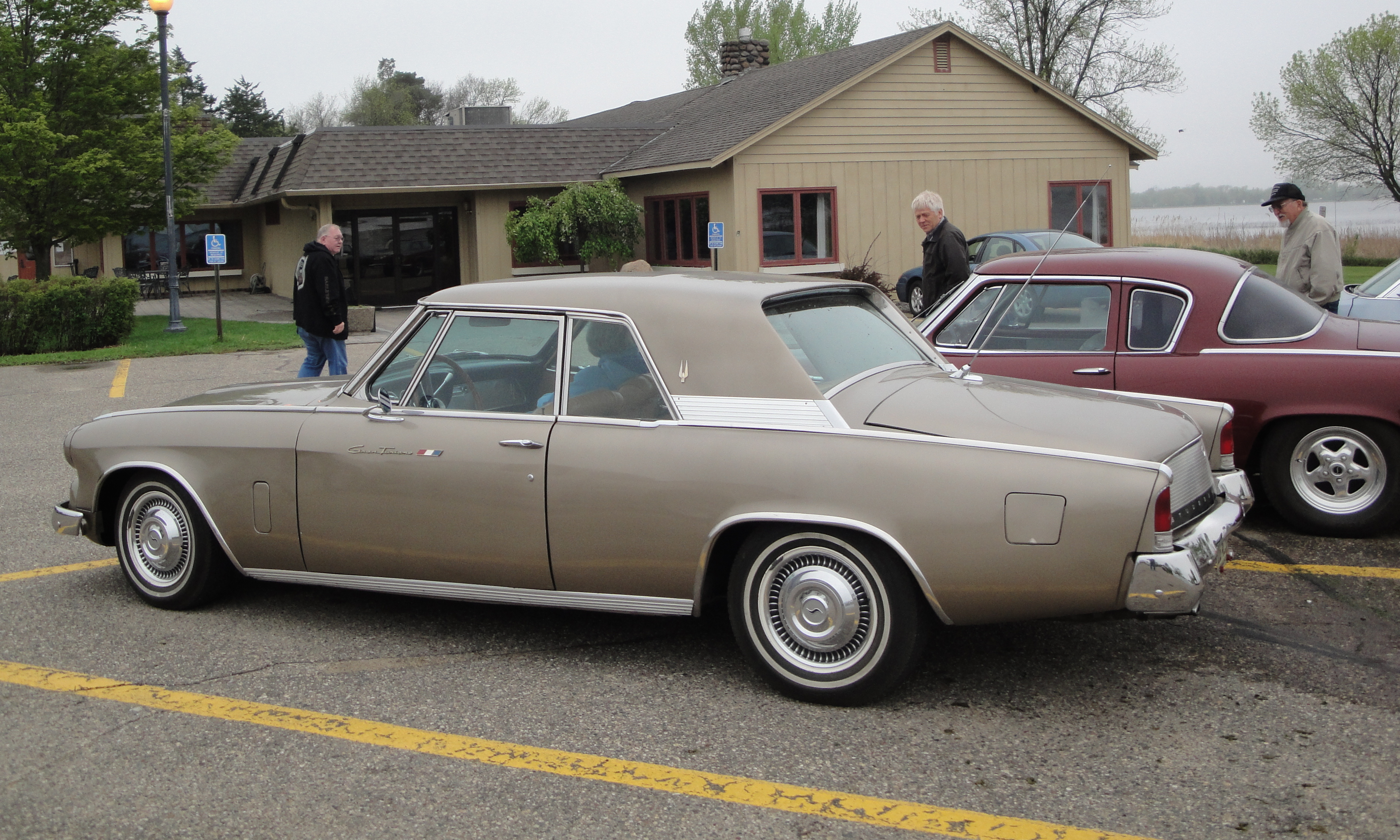
1963 Studebaker GT Hawk – za nim starszy model tej serii (Power Hawk lub Flight Hawk) z linią dachu do 1961 roku

### Model 1962
Studebaker Gran Turismo Hawk był następcą sportowego coupe Studebaker Hawk, wywodzącego się z linii samochodów Studebakera wprowadzonej w 1953 roku, o nowoczesnych, opływowych, niskich nadwoziach; innych od dominujących wówczas na rynku amerykańskim i porównywanych do samochodów europejskich. Autorem ich stylistyki był Robert Bourke ze studia Raymonda Loewy′ego. W październiku 1961 roku producent podjął kolejną próbę przestylizowania samochodu, z zachowaniem tej samej konstrukcji, zmieniając zarazem nazwę na Gran Turismo Hawk. Zmieniono radykalnie profil dachu, z łagodnie opadającego, z dużą tylną szybą wygiętą na boki, na hardtop coupe z poziomym przebiegiem dachu i grubymi tylnymi słupkami ustawionymi pod kątem. Zrezygnowano też z wychodzących z mody wystających płetw tylnych, prowadząc górną linię błotników tylnych poziomo, aczkolwiek od tyłu nadal można było wyodrębnić płetwy tylne od pokrywy bagażnika między nimi. Bardziej wyeksponowano atrapę chłodnicy, o kształcie nadal zbliżonym do trapezowego, rozszerzającego się u góry, pokrytą chromowaną kratką, lecz osadzoną w grubej chromowanej oprawie. Po bokach atrapy nad zderzakiem pozostały dwa dodatkowe podłużne chromowane wloty powietrza. Samochód nabrał bardziej eleganckiego wyglądu, a zmieniona atrapa chłodnicy nadała mu podobieństwa do samochodów firmy Mercedes-Benz, z którą Studebaker współpracował.
Napęd samochodu pozostał taki sam jak w Silver Hawk i stanowił go silnik V8 OHV Thunderbolt o pojemności 289 cali sześciennych (4,7 l) z dwugardzielowym gaźnikiem, rozwijający moc 210 KM, a za dopłatą z czterogardzielowym gaźnikiem, rozwijający moc 225 KM (brutto). Standardowo była stosowana trzybiegowa skrzynia mechaniczna, za dopłatą był dostępny nadbieg (overdrive), skrzynia czterobiegowa lub automatyczna Flightomatic. Wyposażenie fabryczne było tylko podstawowe, a za dopłatą było m.in. radio, zegar elektryczny, wspomaganie kierownicy i hamulców oraz klimatyzacja (325 dolarów). Rozmiar opon wynosił 6,70×15. Model otrzymał kod fabryczny K6. Samochód był pięciomiejscowy – z przodu były indywidualne fotele, określane w materiałach marketingowych jako kubełkowe, a z tyłu kanapa.
Cena bazowa samochodu wzrosła o prawie 17%, do 3095 dolarów, lecz odświeżony model spotkał się z zainteresowaniem i wyprodukowano ich 9335 (o połowę więcej, niż w poprzednim roku).  Był on najdroższym modelem marki. Dopłata za mocniejszy silnik ze skrzynią automatyczną wynosiła 245 dolarów. Samochody Studebaker produkowano w zakładach w South Bend.

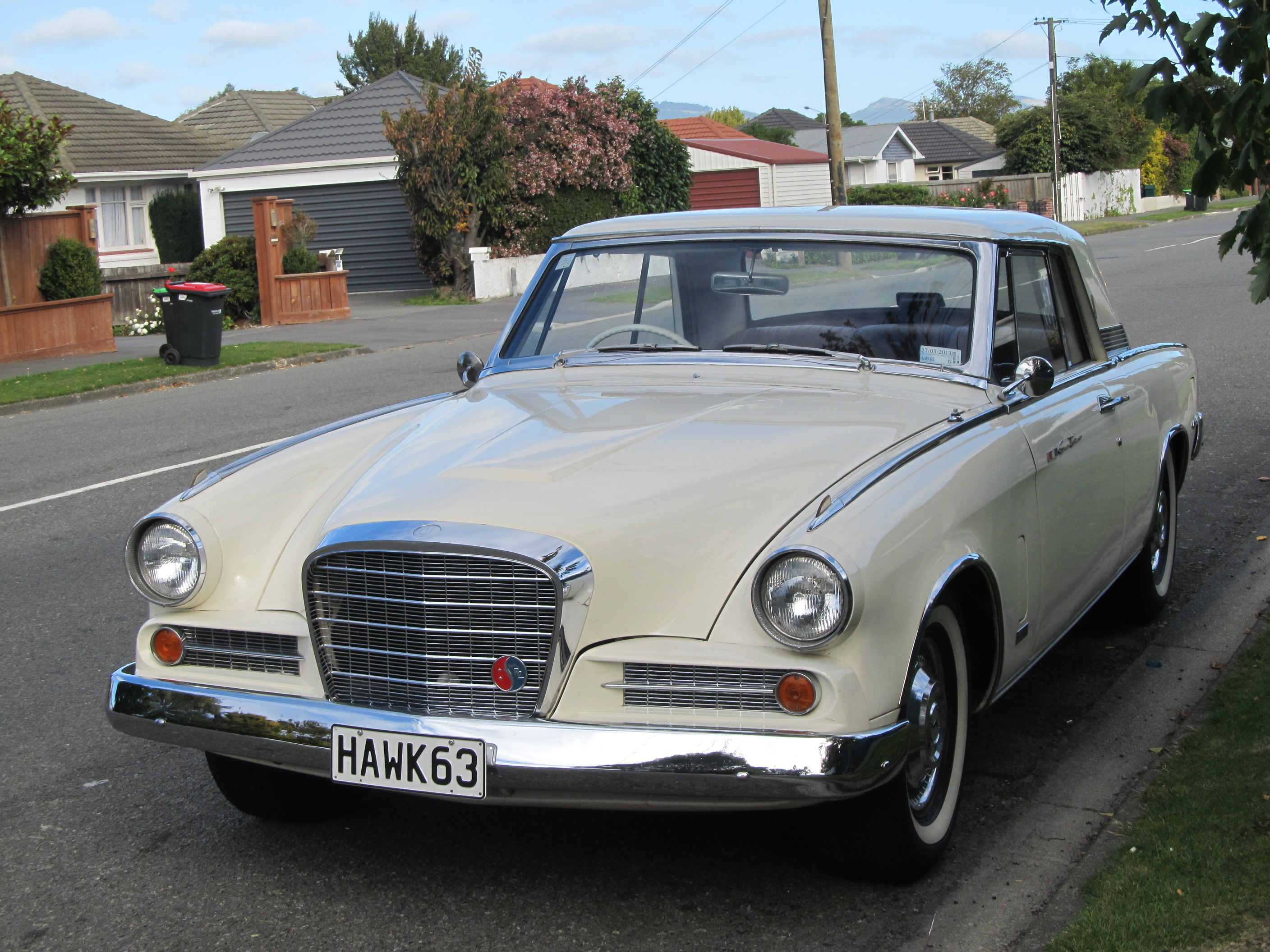
1963 Studebaker GT Hawk

### Model 1963
Na 1963 rok modelowy zmieniono w zauważalny sposób pas przedni. Atrapa chłodnicy otrzymała wzór dużej kraty, z polami wypełnionymi drobną kratką. Zmieniono również formę wlotów powietrza po bokach atrapy, które powiększono i również wypełniono analogiczną ozdobną kratą, z kierunkowskazami na brzegach. Marketing modelu odwoływał się do europejskiego stylu samochodu. Oprócz dotychczasowych silników pojawiły się jednak nowe wersje silnika 4,7 l, wprowadzone razem z nowym droższym modelem sportowego coupe Studebaker Avanti. Był to silnik oznaczony R1 Jet Thrust o mocy 240 KM (czterogardzielowy gaźnik, stopień sprężania 10,25:1) oraz doładowany sprężarką  silnik R2 Supercharged Jet-Thrust o mocy 289 KM. Sprężarka była firmy Paxton. Najmocniejszy silnik wymagał dopłaty 367 dolarów przy skrzyni trzybiegowej, 555 przy czterobiegowej i 577 dolarów przy automatycznej. Dostępne były trzy przełożenia przekładni głównej: 3,73, 3,31 i 3,07. Cena bazowa pozostała taka sama, natomiast wyprodukowano ich tylko 4634 sztuki.

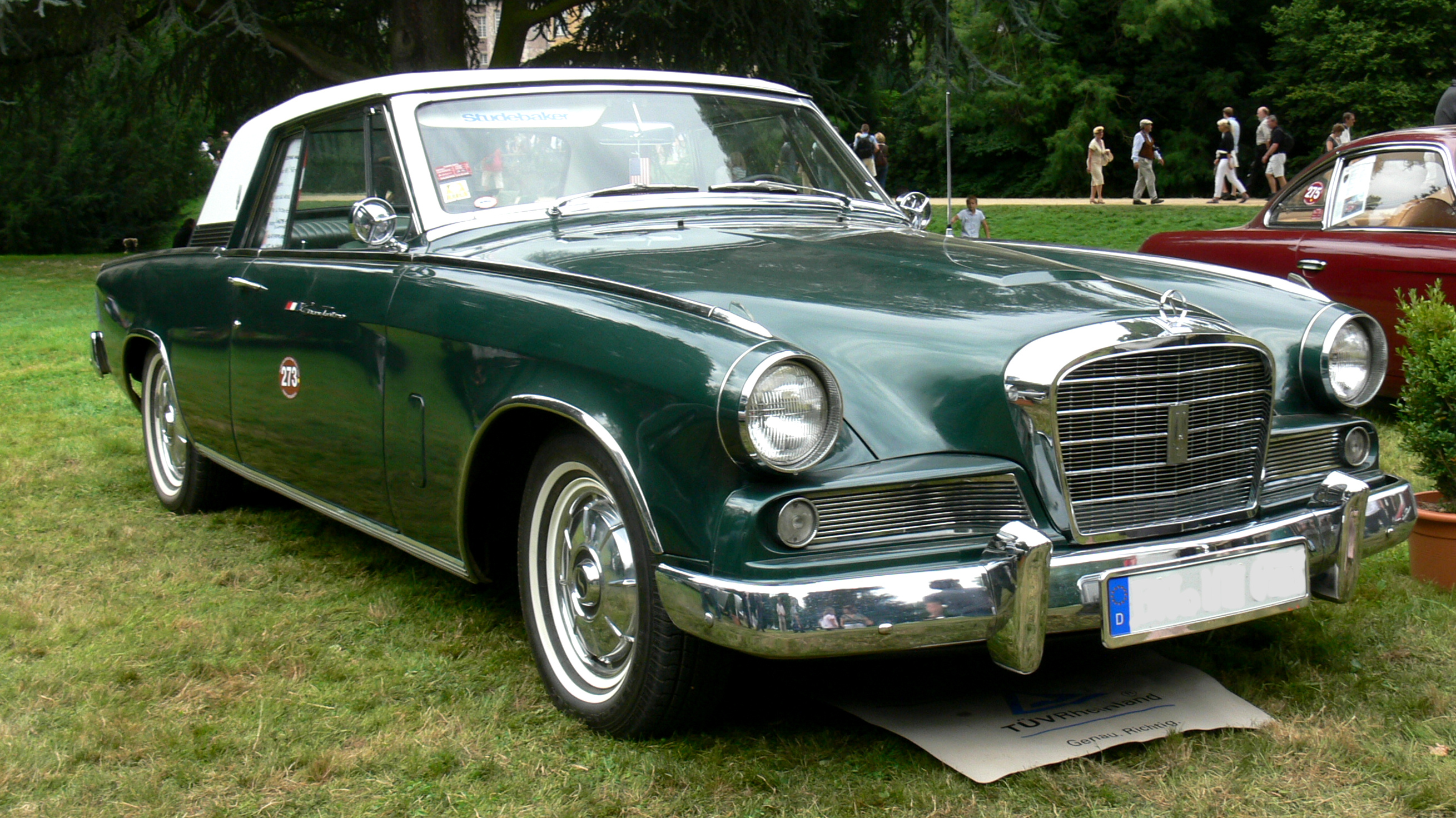
1964 Studebaker GT Hawk

### Model 1964
1964 rok modelowy był ostatnim rokiem samochodów serii Hawk. Firma Studebaker przeżywała problemy finansowe i nie mogła sobie pozwolić na nowe modele, a 12-letnia konstrukcja Hawka była postrzegana jako już przestarzała. Nieco zmieniono atrapę chłodnicy i boczne wloty powietrza, które miały teraz poziome szczeliny, z pięcioma grubszymi poprzeczkami na atrapie. Samochody tego roku modelowego produkowano od września 1963 roku, a już 2 stycznia 1964 roku Studebaker zamknął zakłady w South Bend i pozostawił produkcję tańszych modeli w zakładach w Kanadzie, kończąc produkcję Gran Turismo Hawka i Avanti. W ostatnim roku GT Hawk otrzymał nową atrapę chłodnicy i drobne zmiany. Zasadnicza paleta silników pozostała taka sama. Na specjalne zamówienie dostępne były dodatkowo powiększone silniki o pojemności 5 l (304,5 in³): doładowany silnik R3 Jet-Thrust Supercharged V8 oraz wolnossący R4 Jet Thrust (dwa gaźniki czterogardzielowe, stopień sprężania 11:1). Cena bazowa spadła do 2966 dolarów, a powstało 1767 GT Hawków ostatniego rocznika.
Obecnie samochód ma status klasyka, w 2021 roku cena modelu z ostatniego roku produkcji w dobrym stanie wynosiła ok. 13 tysięcy, a w doskonałym 40 tysięcy dolarów; modele z lat poprzednich są do kilku tysięcy tańsze.